# Juan María Antonio Rivera
Juan María Antonio Rivera (a veces también escrito Ribera) fue un ingeniero y explorador español del siglo XVIII.
En 1765 realizó una exploración al oeste de Santa Fe que discurrió por los actuales estados de Nuevo México, Colorado y Utah, localizando el vado del río Colorado de Moab empleado posteriormente por la ruta comercial Old Spanish Trail hasta California.

## Biografía

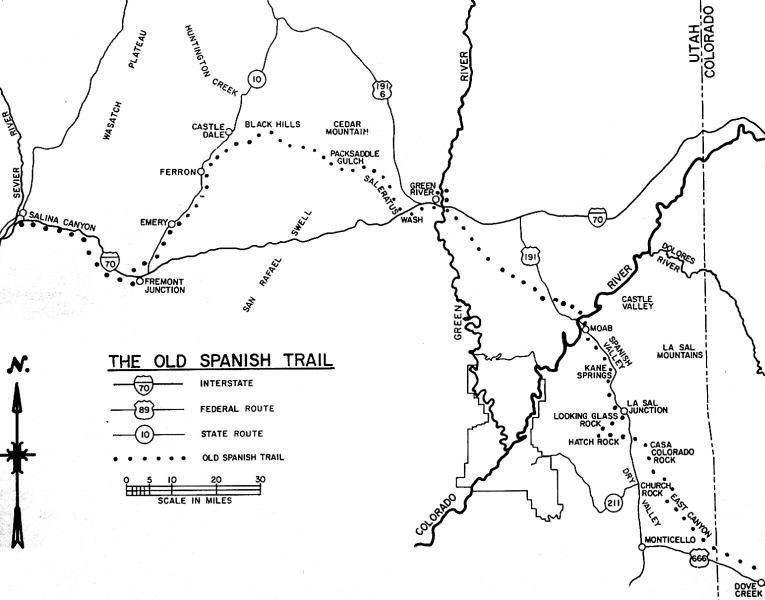
Plano del Old Spanish Trail con el vado del río Colorado en Moab (Utah) identificado por la expedición de Ribera (1765)

En 1765 el gobernador de Santa Fe de Nuevo México Tomás Vélez de Cachupín propició una expedición al noroeste de Santa Fe para conocer si el llamado río Tizón era el mismo que el río Colorado que desemboca en el golfo de California. Además, quería ampliar el conocimiento de esta región poblada por yutas y navajos, a la vez que intentaba localizar yacimientos de plata. La primera expedición al mando de Rivera tuvo lugar del 21 de junio al 23 de julio de 1765, conformada por entre otros, Rivera, Gregorio Sandoval, José Martín, Miguel Abeita y el intérprete Andrés Chama. La partida se adentró hacia el norte y el oeste, alcanzando el río Dolores y la sierra de la Plata, recorriendo los pueblos y rancherías de los yutes y de los yutes payuchis, entablando relaciones con los caciques. Observaron además algunos pueblos en ruinas y evidencias de metales quemados o fraguas. Fueron guiados por Cuero de Lobo hasta el cerro Jumichi en la sierra de la Plata donde registraron riqueza y variedad mineral a la vista y regresando a Santa Fe.
La segunda expedición tuvo lugar en otoño aprovechando un clima menos riguroso. La formaron Rivera, Antonio Martín, Gregorio Sandoval y el intérprete genízaro de Abiquiú Joaquín. Su expedición atravesó las regiones de los indios ute: payuchis, tabeguachis y sanguanguanas, estos dos últimos en guerra con los comanches. El objetivo de la expedición era la localización de yacimientos minerales y el reconocimiento de la región, enfatizando el gobernador que debía mantenerse un clima amistoso y de paz con todos los indios y no dar lugar a enfrentamiento alguno. La expedición partió el 6 de octubre de 1765 del río Dolores, punto final de la primera expedición. A partir de ahí recorrió los caminos y ranchos indios desconocidos para los españoles, describiendo y nombrando accidentes geográficos, ríos, valles, aguadas para las bestias de carga y caballerías, y cómo eran los caminos y veredas. A lo largo del camino los utes se ofrecieron como guías y se intercambiaron ofrendas como el tabaco y pinole de los españoles. Cruzaron al actual estado de Utah, al noreste de Monticello, viajaron al valle de Lisbon (condado de San Juan). Continuando hacia el noroeste, bordearon la base suroeste de las montañas La Sal, que llevaron a la expedición a Spanish Valley, que fluye hacia el actual sitio de Moab.  Allí descubrieron un excelente vado para cruzar el ancho y profundo río Colorado.Allí, como un símbolo de soberanía, descubrimiento y conquista y española, Rivera dejó grabada en un álamo blanco una gran cruz con la inscripción Viva Jesús. Juan María Antonio de Rivera. 1765. El 21 de noviembre partieron de regreso a Santa Fe en un trayecto que duró catorce días.
En lugar de seguir adentrándose más en Utah antes de regresar a Santa Fe, los exploradores, al parecer, siguieron remontando el valle del Colorado, tal vez hasta la confluencia con el río Gunnison o el río Uncompahgre, en el oeste de Colorado.
Las expediciones de Rivera sirvieron para realizar once años después la ruta de Domínguez y Escalante (1776), reflejando el mapa de Miera el camino abierto por Rivera, sin nombrarlo expresamente.Las expediciones de Rivera fue mencionada en el mapa de Juan Lopez llamado Mapa geográfico del Gobierno de la Nueva Granada ó Nuevo México: con los provincias de Nabajo y Moqui (1795).Las evidencias de minerales no causaron el interés suficiente para realizar nuevas expediciones ante la inestabilidad causada por las guerras y rivalidades entre los indígenas. El vado del río Colorado en Moab formó parte de la transitada ruta del siglo XIX Old Spanish Trail.

## Obras
- Diario de Reconocimiento de una parte de la América Septentrional Española. (1766) Instituto de Historia y Cultura Militar, Archivo General Militar de Madrid.